# 68779 Шенінґер
68779 Шенінґер (68779 Schöninger) — астероїд головного поясу, відкритий 18 березня 2002 року.
Тіссеранів параметр щодо Юпітера — 3,371.